# Ghatel Ladies of Accra
Der Ghatel Ladies Football Club of Accra ist ein ghanaischer Frauenfußball-Verein aus Accra.

## Geschichte
Die Ghatel Ladies sind mit vier Titeln seit der Gründung der Greater Accra Women Soccer League im Jahre 2000, der Rekordmeister dieser Liga. Zudem wurde die Mannschaft aus Accra, 2002 und 2003 Vizemeister der Greater Accra WSL. 2001 nahm erstmals am renommierten afrikanischen WAFU Tournament in Ouagadougou in Burkina Faso teil. Seit Dezember 2012 ist der Verein Mitglied der ersten afrikanischen Frauenfußball Profi-Liga, der National Women’s League.

## Stadion
Der Verein trägt seine Heimspiele im 40.000 Plätze fassenden Accra Sports Stadium aus.

## Erfolge
Greater Accra Women Soccer League (4)
- 2000, 2001, 2005, 2010

## Bekannte Spielerinnen
Zu den bekanntesten Spielerinnen, gehört die ehemalige Black Queens (Ghanaische Fußballnationalmannschaft der Frauen) Kapitänin Gloria Oforiwaa, die im Oktober 2003 mit der Maiden Trophy der höchsten Auszeichnung für Frauenfußballerinnen, beim Bonwire Kente Festival in Accra ausgezeichnet wurde. Sowie Adjoa Bayor und Florence Okoe, die eine Zeit lang als Profifußballerin in Deutschland spielten. Bayor lief in der Bundesliga für den FF USV Jena auf und Okoe spielte für die Tennis Borussia Berlin.

### Nationalspielerinnen
- Hamdya Abass, WM-Teilnehmerin 2007[10]
- Elizabeth Addo[11]
- Mercy Adu Boahen[12]
- Anita Amankwah[13]
- Anita Amenuku[14]
- Abena Ampomah, U-17 WM-Teilnehmerin 2008[15]
- Diana Ankomah[16]
- Regina Antwi[17]
- Elizabeth Baidoo[18]
- Adjoa Bayor
- Genevieve Clottey, WM-Teilnehmerin 2003[19]
- Ellen Coleman
- Florence Dadson
- Mavis Danso, WM-Teilnehmerin 2003[20]
- Mamuna Darko, WM-Teilnehmerin 2007[21]
- Gladys Enti, WM-Teilnehmerin 2007
- Aminatu Ibrahim, WM-Teilnehmerin 2003 & 2007[22]
- Juliana Kakraba, WM-Teilnehmerin 1999[23]
- Gloria Oforiwaa
- Florence Okoe
- Sheila Okai, WM-Teilnehmerin 2007
- Sheila Okang[24]
- Margaret Otoo
- Stella Quartey, WM-Teilnehmerin 1999[25]
- Safia Rahman, WM-Teilnehmerin 2007
- Alberta Sackey, WM-Teilnehmerin 1999[26]
- Justine Tetteh